# 안대용
안대용(본명: 안동열, 1948년 6월 17일 ~ )은 대한민국의 배우이다.

## 생애
서라벌예대 연극영화학과(학사)를 나온 그는 1968년 연극배우 첫 데뷔. 이후 드라마 한명회를 시작으로 용의 눈물, 왕과 비, 태조 왕건 이후로 사극에 대거 출연하여 사극 전문 배우라는 칭호를 받고 있다.
그의 아들은 배우 안홍진으로 왕의 여자, 불멸의 이순신 등 한 작품에 출연하기도 하였다.

## 학력
- 경주중학교
- 경주고등학교
- 서라벌예술대학 연극영화 학사

## 연기 활동

### 텔레비전 드라마
- 1975년 KBS 《전우》
- 1979년 KBS 《대한국인》 - 우덕순 역
- 1980년 KBS 《순교자》
- 1982년 KBS 1TV 《풍운》 - 심순택 역
- 1982년 KBS 1TV 《13세 소년》
- 1983년 KBS 1TV 《개국》 - 김원명 역
- 1984년 KBS 1TV 《독립문》 - 김구 역
- 1985년 KBS 1TV 《황토》
- 1986년 KBS 1TV 《원효대사》 - 문무왕 역
- 1986년 KBS 1TV 《초혼가》
- 1987년 KBS 1TV 《이차돈》 - 거칠부 역
- 1987년 KBS 1TV 《이화》
- 1987년 KBS 1TV 《환멸을 찾아서》
- 1987년 KBS 1TV 《진주탑》
- 1987년 KBS 1TV 《토지》
- 1988년 KBS 1TV 《사로잡힌 영혼》
- 1990년 KBS 1TV 《파천무》 - 유응부 역
- 1990년 KBS 1TV 《여명의 그날》 - 윤치영 역
- 1991년 KBS 1TV 《왕도》 - 서명선 역
- 1992년 KBS 1TV 《삼국기》 - 소가노 에미시 역
- 1993년 KBS 1TV 《먼동》
- 1993년 KBS 1TV 《시인과 광인》
- 1994년 KBS 2TV 《한명회》 - 안평대군의 책사 이현로 역
- 1995년 KBS 2TV 《장녹수》 - 조지서 역
- 1995년 SBS 《옥이 이모》 - 칠정리 아저씨 역
- 1995년 KBS 2TV 《서궁》 - 내촌 강홍립 역
- 1995년 KBS 1TV 《김구》 - 김주경 역
- 1995년 KBS 1TV 《찬란한 여명》 - 모리야마 시게루 역
- 1996년 KBS 2TV 《검》
- 1996년 KBS 1TV 《용의 눈물》 - 조박 역
- 1998년 KBS 1TV 《왕과 비》 - 정창손 역
- 1998년 KBS 1TV 《순수》 - 해진 외삼촌 역
- 2000년 KBS 1TV 《태조 왕건》 - 범교 스님 역
- 2000년 KBS 2TV 《꼭지》 - 수원지청 부장검사역
- 2001년 SBS 《여인천하》 - 홍경주 역
- 2003년 SBS 《왕의 여자》 - 아계 이산해 역
- 2004년 KBS 2TV 《북경, 내 사랑》
- 2004년 KBS 1TV 《불멸의 이순신》 - 송강 정철 역
- 2004년 SBS 《토지》 - 강우규 역
- 2005년 KBS 1TV 《HD TV 문학관》메밀꽃 필 무렵 허생원 역
- 2006년 KBS 1TV 《대조영》 - 장손무기 역
- 2008년 KBS 2TV 《대왕 세종》 - 고불 맹사성 역
- 2013년 KBS 2TV 《칼과 꽃》 - 연정로 역
- 2016년 KBS 1TV 《장영실》 - 조두식 역